# باشگاه‌های ایرانی در لیگ قهرمانان آسیا
باشگاه‌های ایرانی در لیگ قهرمانان آسیا به عملکرد نمایندگان ایران در مسابقات لیگ قهرمانان آسیا می‌پردازد. بالاترین سطح فوتبال باشگاهی در آسیا از سال ۱۹۶۷ با نام مسابقات باشگاهی قهرمانی آسیا آغاز شده‌است و پس از چهار دوره برگزاری به علت مشکلات سیاسی این مسابقات متوقف شد و تا سال ۱۹۸۵ برگزار نشد؛ در این سال این بازی‌ها با نام جام باشگاه‌های آسیا مجدداً آغاز شد و تا سال ۲۰۰۲ با همین نام و شیوه برگزار شد. لیگ قهرمانان آسیا نیز در عمر ۱۸ ساله خود شیوه‌های برگزاری خاصی داشته‌است و از سال ۲۰۰۹ به بعد با حضور ۳۲ تیم و در ۸ گروه ۴ تیمی برگزار شده‌است. این بازی‌ها از سال ۲۰۲۱ با حضور ۴۰ تیم برگزار می‌شود. کمیته برگزاری مسابقات باشگاهی در این قاره؛ پس از پایان مسابقات جام باشگاه های آسیا ٠٢-٢٠٠١  تصمیم گرفت بازی ها را در قالب لیگ قهرمانان آسیا برگزار کند تا از این پس قهرمان جام حذفی کشور های آسیایی در لیگ قهرمانان آسیا شرکت کنند. سه تیم سپاهان (یک بار در فصل ۲۰۰۷)، ذوب‌آهن (یک بار در فصل ۲۰۱۰) و پرسپولیس (یک بار قهرمان آسیا و دو بار در فصل‌های ۲۰۱۸ و ۲۰۲۰)، موفق به نایب‌قهرمانی در لیگ قهرمانان آسیا شده‌اند   
و دو تیم استقلال (دو بار در فصل های ۱۹۷۰ و ۹۱-۱۹۹۰) و پاس (یک بار در فصل ۹۳–۱۹۹۲) موفق به قهرمانی در جام باشگاه‌های آسیا شده‌اند. همچنین استقلال (دو بار در فصل‌های ۹۲-۱۹۹۱ و ۹۹- ۱۹۹۸) به مقام نایب‌قهرمانی در جام باشگاه های آسیا دست یافته است.

## نمایندگان ایران در هر دوره از سال ۱۹۶۷ تا کنون
| دوره | نماینده اول     | نماینده دوم | نماینده سوم | نماینده چهارم |
| ---- | --------------- | ----------- | ----------- | ------------- |
| ۱۹۶۷ |                 |             |             |               |
| ۱۹۶۹ | پرسپولیس        |             |             |               |
| ۱۹۷۰ | تاج             |             |             |               |
| ۱۹۷۱ | تاج             |             |             |               |
| ۱۹۸۵ |                 |             |             |               |
| ۱۹۸۶ | ملوان           |             |             |               |
| ۱۹۸٧ |                 |             |             |               |
| ۱۹۸٨ | پیروزی          |             |             |               |
| ۱۹٨٩ | شاهین           |             |             |               |
| ۱۹۹٠ | استقلال         |             |             |               |
| ۱۹۹١ | استقلال         |             |             |               |
| ۱۹۹٢ | پاس             |             |             |               |
| ۱۹۹٣ | پاس             |             |             |               |
| ۱۹۹۴ | سایپا           |             |             |               |
| ۱۹۹۵ | سایپا           |             |             |               |
| ۱۹۹۶ | پیروزی          |             |             |               |
| ۱۹۹٧ | پیروزی          |             |             |               |
| ۱۹۹٨ | استقلال         |             |             |               |
| ١٩٩٩ | پیروزی          |             |             |               |
| ۲۰۰٠ | پیروزی          |             |             |               |
| ۲۰۰١ | استقلال         |             |             |               |
| ۲۰۰٢ | پیروزی          | استقلال     |             |               |
| ۲۰۰۴ | سپاهان          | ذوب‌آهن      |             |               |
| ۲۰۰۵ | پاس             | سپاهان      |             |               |
| ۲۰۰۶ | فولاد           | صبا باتری   |             |               |
| ۲۰۰۷ | سپاهان          |             |             |               |
| ۲۰۰۸ | سایپا           | سپاهان      |             |               |
| ۲۰۰۹ | پیروزی          | استقلال     | سپاهان      | صبا باتری     |
| ۲۰۱۰ | استقلال         | ذوب‌آهن      | مس          | سپاهان        |
| ۲۰۱۱ | سپاهان          | پیروزی      | استقلال     | ذوب‌آهن        |
| ۲۰۱۲ | سپاهان          | پرسپولیس    | استقلال     | ذوب‌آهن        |
| ۲۰۱۳ | سپاهان          | استقلال     | تراکتورسازی | صبا           |
| ۲۰۱۴ | استقلال         | سپاهان      | تراکتورسازی | فولاد         |
| ۲۰۱۵ | فولاد           | تراکتورسازی | پرسپولیس    | نفت           |
| ۲۰۱۶ | سپاهان          | ذوب‌آهن      | تراکتورسازی | نفت           |
| ۲۰۱۷ | استقلال خوزستان | ذوب‌آهن      | پرسپولیس    | استقلال       |
| ۲۰۱۸ | پرسپولیس        | تراکتور     | استقلال     | ذوب‌آهن        |
| ۲۰۱۹ | پرسپولیس        | استقلال     | ذوب‌آهن      | سایپا         |
| ۲۰۲۰ | پرسپولیس        | سپاهان      | استقلال     | شهر خودرو     |
| ۲۰۲۱ | پرسپولیس        | تراکتور     | استقلال     | فولاد         |
| ۲۰۲۲ | فولاد           | سپاهان      |             |               |
| ۲۰۲۳ | پرسپولیس        | سپاهان      | نساجی       | تراکتور       |
| ۲۰۲۴ | پرسپولیس        | استقلال     | سپاهان      | تراکتور       |

## حضور در مراحل مختلف لیگ قهرمانان آسیا بین تیمهای ایرانی (از سال ۱۹۶۷)

### عملکرد کلی تیمهای ایرانی در لیگ قهرمانان آسیا (از شروع تا اکنون)
| #  | تیم              | حضور | بازی | برد | مساوی | باخت | زده | خورده | تفاضل | نیمه نهایی | فینال | قهرمان |
| -- | ---------------- | ---- | ---- | --- | ----- | ---- | --- | ----- | ----- | ---------- | ----- | ------ |
| ۱  | استقلال تهران    | ۱۹   | ۱۲۱  | ۵۵  | ۳۴    | ۳۲   | ۱۹۵ | ۱۴۰   | ۵۵    | ۷          | ۴     | ٢      |
| ۲  | پرسپولیس تهران   | ۱۸   | ۱۳۱  | ۶۶  | ۳۰    | ۳۵   | ۲۱۰ | ۱۴۶   | ۶۴    | ۷          | ۲     | ۰      |
| ۳  | سپاهان اصفهان    | ۱۵   | ۹۰   | ۳۹  | ۱۸    | ۳۳   | ۱۳۰ | ۱۱۱   | ۱۹    | ۱          | ۱     | ۰      |
| ۴  | ذوب آهن اصفهان   | ۸    | ۵۵   | ۲۶  | ۱۴    | ۱۵   | ۷۴  | ۵۴    | ۲۰    | ۱          | ۱     | ۰      |
| ۵  | تراکتور تبریز    | ۶    | ۳۹   | ۱۰  | ۱۰    | ۱۹   | ۴۱  | ۵۳    | ۱۲-   | ۰          | ۰     | ۰      |
| ۶  | فولاد خوزستان    | ۵    | ۳۴   | ۱۱  | ۱۳    | ۱۰   | ۳۲  | ۲۷    | ۵     | ۰          | ۰     | ۰      |
| ۷  | پاس تهران        | ۳    | ۱۸   | ۸   | ۷     | ۳    | ۲۲  | ۱۷    | ۵     | ۱          | ۱     | ۱      |
| ۸  | سایپا تهران      | ۳    | ۱۹   | ۶   | ۶     | ۷    | ۲۰  | ۲۱    | ۱-    | ۱          | ۰     | ۰      |
| ۹  | صبای قم          | ۳    | ۱۲   | ۴   | ۳     | ۵    | ۲۰  | ۱۷    | ۳     | ۰          | ۰     | ۰      |
| ۱۰ | نفت تهران        | ۲    | ۱۰   | ۳   | ۲     | ۵    | ۱۱  | ۱۳    | ۲-    | ۰          | ۰     | ۰      |
| ۱۱ | استقلال خوزستان  | ۱    | ۸    | ۲   | ۳     | ۳    | ۱۱  | ۷     | ۴     | ۰          | ۰     | ۰      |
| ۱۲ | مس کرمان         | ۱    | ۷    | ۳   | ۰     | ۴    | ۱۳  | ۱۴    | ۱-    | ۰          | ۰     | ۰      |
| ۱۳ | شاهین اهواز      | ۱    | ۶    | ۴   | ۰     | ۲    | ۱۳  | ۷     | ۶     | ۰          | ۰     | ۰      |
| ۱۴ | ملوان بندر انزلی | ۱    | ۳    | ۲   | ۱     | ۰    | ۲۰  | ۱     | ۱۹    | ۰          | ۰     | ۰      |
| ۱۵ | پدیده مشهد       | ۱    | ۶    | ۱   | ۱     | ۴    | ۲   | ۷     | ۵-    | ۰          | ۰     | ۰      |
| ۱۶ | نساجی مازندران   | ۱    | ۶    | ۲   | ۰     | ۴    | ۷   | ۱۰    | ۳-    | ۰          | ۰     | ۰      |

تاریخ به روز رسانی: ۲۶ شهریور ۱۴۰۳

## تعداد حضور تیمهای ایرانی در فوتبال باشگاهی آسیا
| #  | تیم              | حضور در بالاترین سطح | لیگ نخبگان | لیگ قهرمانان | جام باشگاه‌ها | حضور متوالی     |
| -- | ---------------- | -------------------- | ---------- | ------------ | ------------ | --------------- |
| ۱  | استقلال تهران    | ۱۹ بار               | ۱          | ۱۲           | ۶            | شش فصل متوالی   |
| ۲  | پرسپولیس تهران   | ۱۸ بار               | ۱          | ۱۲           | ۵            | پنج فصل متوالی  |
| ۳  | سپاهان اصفهان    | ۱۵ بار               | ۰          | ۱۵           | ۰            | هشت فصل متوالی  |
| ۴  | ذوب آهن اصفهان   | ۸ بار                | ۰          | ۸            | ۰            | چهار فصل متوالی |
| ۵  | تراکتور تبریز    | ۷ بار                | ۰          | ۷            | ۰            | سه فصل متوالی   |
| ۶  | فولاد خوزستان    | ۵ بار                | ۰          | ۵            | ۰            | دو فصل متوالی   |
| ۷  | پاس تهران        | ۳ بار                | ۰          | ۱            | ۲            | -               |
| ۸  | سایپا تهران      | ۳ بار                | ۰          | ۱            | ۲            | -               |
| ۹  | صبای قم          | ۳ بار                | ۰          | ۳            | ۰            | -               |
| ۱۰ | نفت تهران        | ۲ بار                | ۰          | ۲            | ۰            | -               |
| ۱۱ | استقلال خوزستان  | ۱ بار                | ۰          | ۱            | ۰            | -               |
| ۱۲ | مس کرمان         | ۱ بار                | ۰          | ۱            | ۰            | -               |
| ۱۳ | شاهین اهواز      | ۱ بار                | ۰          | ۰            | ۱            | -               |
| ۱۴ | ملوان بندر انزلی | ۱ بار                | ۰          | ۰            | ۱            | -               |
| ۱۵ | پدیده مشهد       | ۱ بار                | ۰          | ۱            | ۰            | -               |
| ۱۶ | نساجی مازندران   | ۱ بار                | ۰          | ۱            | ۰            | -               |

تاریخ به روز رسانی: ۱۴۰۳ 

## عملکرد تیم‌های ایرانی در لیگ قهرمانان آسیا
فوتبال باشگاهی در آسیا در سال ۱۹۶۷ با نام مسابقات باشگاهی قهرمانی آسیا آغاز شد و پس از چهار دوره برگزاری متوقف شد و تا اینکه در سال ۱۹۸۵ با تغییر نام به جام باشگاه‌های آسیا مجدداً بازی‌ها از سر گرفته شد و تا فصل ۰۲–۲۰۰۱ ادامه یافت و از اواخر سال ۲۰۰۲ مسابقات با نام لیگ قهرمانان آسیا شکل و رنگ تازه‌ای به خود گرفت. در طول این ۳۹ دوره برگزاری تیم استقلال با دو قهرمانی (در لیگ قهرمانان آسیا ۱۹۷۰و لیگ قهرمانان آسیا ۹۱-۱۹۹۰) و همچنین دوبار نایب قهرمانی (در لیگ قهرمانان آسیا ۱۹۹۱ و لیگ قهرمانان آسیا ۱۹۹۸-۹۹) چهارمین تیم پر افتخار این لیگ قهرمانان آسیا است.همچنین تیم پاس تهران  با یک مقام قهرمانی در لیگ قهرمانان آسیا ۹۳–۱۹۹۲ دومین تیم ایرانی دارای عنوان قهرمانی در این رقابت هاست.
همچنین از لحاظ حضور در فینال لیگ قهرمانان اسیا استقلال جمعاً چهار بار(دوبار متوالی) ، پرسپولیس دو بار ، پاس تهران یک بار سپاهان یک بار و ذوب آهن یک بار  به فینال لیگ قهرمانان آسیا راه یافته‌ اند.

### عملکرد تیم‌های ایرانی در جام باشگاه‌های آسیا (از ۱۹۶۷ تا ۲۰۰۲)
| #   | تیم              | حضور | بازی | برد | مساوی | باخت | گل‌زده | گل‌خورده | تفاضل | درصد   | نیمه نهایی | فینال | قهرمان | بهترین عنوان |
| --- | ---------------- | ---- | ---- | --- | ----- | ---- | ----- | ------- | ----- | ------ | ---------- | ----- | ------ | ------------ |
| ۱   | استقلال تهران    | ۶    | ۳۸   | ۲۲  | ۸     | ۸    | ۷۰    | ۳۷      | ۳۳    | ۵۹/۶۸  | ۷          | ۴     | ۲      | قهرمانی      |
| ۲   | پرسپولیس تهران   | ۶    | ۳۸   | ۲۴  | ۷     | ۷    | ۷۱    | ۳۴      | ۳۷    | ۶۳/۱۵٪ | ۴          | ۰     | ۰      | مقام سومی    |
| ۳   | پاس تهران        | ۲    | ۱۰   | ۵   | ۳     | ۲    | ۱۲    | ۷       | ۵     | ۵۰٪    | ۱          | ۱     | ۱      | قهرمانی      |
| ۴   | سایپا تهران      | ۲    | ۹    | ۳   | ۴     | ۲    | ۹     | ۸       | ۱     | ۳۳/۳٪  | ۱          | ۰     | ۰      | مقام چهارمی  |
| ۵   | شاهین اهواز      | ۱    | ۶    | ۴   | ۰     | ۲    | ۱۳    | ۷       | ۶     | ۶۶/۷٪  | ۰          | ۰     | ۰      | -            |
| ۶   | ملوان بندر انزلی | ۱    | ۳    | ۲   | ۱     | ۰    | ۲۰    | ۱       | ۱۹    | ۶۶/۷٪  | ۰          | ۰     | ۰      | -            |
| جمع | جمع              | ۱۸   | ۱۰۴  | ۵۵  | ۲۶    | ۲۳   | ۱۸۵   | ۹۱      | ۹۴    | ۵۳/۳٪  | ۱۲         | ۵     | ۳      |              |

### عملکرد تیمهای ایرانی در لیگ قهرمانان آسیا (از ۲۰۰۳ تا ۲۰۲۴)
| #   | تیم             | حضور | بازی | برد | مساوی | باخت | زده | خورده | تفاضل | درصد   | نیمه نهایی | فینال | قهرمان | بهترین عنوان   |
| --- | --------------- | ---- | ---- | --- | ----- | ---- | --- | ----- | ----- | ------ | ---------- | ----- | ------ | -------------- |
| ۱   | سپاهان اصفهان   | ۱۴   | ۹۰   | ۳۹  | ۱۸    | ۳۳   | ۱۳۰ | ۱۱۱   | ۱۹    | ۴۳/۳۳٪ | ۱          | ۱     | -      | نایب قهرمانی   |
| ۲   | پرسپولیس تهران  | ۱۳   | ۸۵   | ۴۰  | ۱۹    | ۲۶   | ۱۱۴ | ۹۱    | ۲۳    | ۴۷/۰۵٪ | ۳          | ۲     | -      | نایب قهرمانی   |
| ۳   | استقلال تهران   | ۱۲   | ۸۳   | ۳۲  | ۲۶    | ۲۵   | ۱۲۲ | ۱۰۳   | ۱۹    | ۳۸/۱۵٪ | ۱          | -     | -      | نیمه‌نهایی      |
| ۴   | ذوب آهن اصفهان  | ۸    | ۵۵   | ۲۶  | ۱۴    | ۱۵   | ۷۴  | ۵۴    | ۲۰    | ۴۷/۳٪  | ۱          | ۱     | -      | نایب قهرمانی   |
| ۵   | تراکتور تبریز   | ۶    | ۳۹   | ۱۰  | ۱۰    | ۱۹   | ۴۱  | ۵۳    | ۱۲-   | ۲۵٪    | -          | -     | -      | یک‌هشتم نهایی   |
| ۶   | فولاد خوزستان   | ۵    | ۳۴   | ۱۱  | ۱۳    | ۱۰   | ۳۲  | ۲۷    | ۵     | ۳۱/۲۵٪ | -          | -     | -      | یک‌چهارم نهایی  |
| ۷   | صبای قم         | ۳    | ۱۲   | ۴   | ۳     | ۵    | ۲۰  | ۱۷    | ۳     | ۳۳/۳٪  | -          | -     | -      | مرحله گروهی    |
| ۸   | نفت تهران       | ۲    | ۱۰   | ۳   | ۲     | ۵    | ۱۱  | ۱۳    | ۲-    | ۳۰٪    | -          | -     | -      | یک چهارم نهایی |
| ۹   | پاس تهران       | ۱    | ۸    | ۵   | ۳     | ۰    | ۱۶  | ۸     | ۸     | ۶۲/۵٪  | -          | -     | -      | یک چهارم نهایی |
| ۱۰  | سایپا تهران     | ۱    | ۸    | ۳   | ۴     | ۱    | ۱۰  | ۱۰    | ۰     | ۳۷/۵٪  | -          | -     | -      | یک چهارم نهایی |
| ۱۱  | استقلال خوزستان | ۱    | ۸    | ۲   | ۳     | ۳    | ۱۱  | ۷     | ۴     | ۲۵٪    | -          | -     | -      | یک‌هشتم نهایی   |
| ۱۲  | مس کرمان        | ۱    | ۷    | ۳   | ۰     | ۴    | ۱۳  | ۱۴    | ۱-    | ۴۰/۴٪  | -          | -     | -      | یک‌هشتم نهایی   |
| ۱۳  | پدیده مشهد      | ۱    | ۶    | ۱   | ۱     | ۴    | ۲   | ۷     | ۵-    | ۲۰٪    | -          | -     | -      | مرحله گروهی    |
| ۱۴  | نساجی مازندران  | ۱    | ۶    | ۲   | ۰     | ۴    | ۷   | ۱۰    | ۳-    | ۳۳/۳٪  | -          | -     | -      | مرحله گروهی    |
| جمع | جمع             | -    | ۴۴۷  | ۱۸۰ | ۱۱۵   | ۱۵۳  | ۶۰۱ | ۵۲۲   | ۷۹    | ۴۰/۲۶٪ | ۶          | ۴     | ۰      |                |

تاریخ به روز رسانی: ۳ اسفند ۱۴۰۲

### عملکرد کلی تیمهای ایرانی در مسابقات قهرمانی باشگاهی، جام باشگاه‌های آسیا و لیگ قهرمانان آسیا (از شروع تا اکنون) بدون در نظر گرفتن جام در جام
| #   | تیم             | حضور | بازی | برد | مساوی | باخت | زده | خورده | تفاضل | درصد   | نیمه نهایی | فینال | قهرمان |
| --- | --------------- | ---- | ---- | --- | ----- | ---- | --- | ----- | ----- | ------ | ---------- | ----- | ------ |
| ۲   | استقلال         | ۱۸   | ۱۲۰  | ۵۴  | ۳۴    | ۳۲   | ۱۹۲ | ۱۴۰   | ۵۲    | ۴۵/۱۳٪ | ۷          | ۴     | ۲      |
| ۱   | پرسپولیس        | ۱۷   | ۱۲۶  | ۶۲  | ۲۹    | ۳۵   | ۱۸۵ | ۱۲۵   | ۶۰    | ۴۹/۲٪  | ۷          | ۲     | ۰      |
| ۳   | سپاهان          | ۱۴   | ۹۶   | ۴۲  | ۱۹    | ۳۵   | ۱۴۶ | ۱۲۰   | ۲۶    | ۴۳/۷۵٪ | ۱          | ۱     | ۰      |
| ۴   | ذوب‌آهن          | ۷    | ۵۵   | ۲۶  | ۱۴    | ۱۵   | ۷۴  | ۵۴    | ۲۰    | ۴۷/۳٪  | ۱          | ۱     | ۰      |
| ۵   | تراکتورسازی     | ۶    | ۳۹   | ۱۰  | ۱۰    | ۱۹   | ۴۱  | ۵۳    | ۱۲-   | ۲۵/۰٪  | ۰          | ۰     | ۰      |
| ۶   | فولاد خوزستان   | ۵    | ۳۴   | ۱۱  | ۱۳    | ۱۰   | ۳۲  | ۲۷    | ۵     | ۳۱/۲۵٪ | ۰          | ۰     | ۰      |
| ۷   | پاس تهران       | ۳    | ۱۸   | ۸   | ۷     | ۳    | ۲۲  | ۱۷    | ۵     | ۴۴/۴٪  | ۱          | ۱     | ۱      |
| ۸   | سایپا تهران     | ۳    | ۱۹   | ۶   | ۶     | ۷    | ۲۰  | ۲۱    | ۱-    | ۳۱/۶٪  | ۱          | ۰     | ۰      |
| ۹   | صبای قم         | ۲    | ۱۲   | ۴   | ۳     | ۵    | ۲۰  | ۱۷    | ۳     | ۳۳/۳٪  | ۰          | ۰     | ۰      |
| ۱۰  | نفت تهران       | ۱    | ۱۰   | ۳   | ۲     | ۵    | ۱۱  | ۱۳    | -۲    | ۳۰٪    | ۰          | ۰     | ۰      |
| ۱۱  | استقلال خوزستان | ۱    | ۸    | ۲   | ۳     | ۳    | ۱۱  | ۷     | ۴     | ۲۵/۰٪  | ۰          | ۰     | ۰      |
| ۱۲  | مس کرمان        | ۱    | ۷    | ۳   | ۰     | ۴    | ۱۳  | ۱۴    | ۱-    | ۴۲/۹٪  | ۰          | ۰     | ۰      |
| ۱۳  | شاهین اهواز     | ۱    | ۶    | ۴   | ۰     | ۲    | ۱۳  | ۷     | ۶     | ۶۶/۷٪  | ۰          | ۰     | ۰      |
| ۱۴  | ملوان انزلی     | ۱    | ۳    | ۲   | ۱     | ۰    | ۲۰  | ۱     | ۱۹    | ۶۶/۷٪  | ۰          | ۰     | ۰      |
| ۱۵  | پدیده مشهد      | ۱    | ۶    | ۱   | ۱     | ۴    | ۲   | ۷     | ۵-    | ۲۰٪    | ۰          | ۰     | ۰      |
| ۱۶  | نساجی مازندران  | ۱    | ۶    | ۲   | ۰     | ۴    | ۷   | ۱۰    | ۳-    | ۳۳/۳٪  | ۰          | ۰     | ۰      |
| جمع | جمع             | -    | ۵۶۵  | ۲۳۹ | ۱۴۲   | ۱۸۴  | ۸۰۷ | ۶۳۵   | ۱۷۲   | ۴۲/۳۰٪ | ۱۸         | ۹     | ۳      |

تاریخ به روز رسانی: ۳ اسفند ۱۴۰۲

## حضور در مراحل مختلف لیگ قهرمانان آسیا بین تیمهای ایرانی (از سال ۲۰۰۳)
در جدول زیر از فصل ۰۳–۲۰۰۲ به بعد را لحاظ قرار داده‌ایم
| #  | تیم             | حضور | ص از گروهی | ۱/۸ نهایی | ۱/۴ نهایی | نیمه‌نهایی | فینال | قهرمان |
| -- | --------------- | ---- | ---------- | --------- | --------- | --------- | ----- | ------ |
| ۱  | سپاهان          | ۱۴   | ۴          | ۳         | ۳         | ۱         | ۱     | -      |
| ۲  | استقلال         | ۱۳   | ۷          | ۷         | ۲         | ۱         | -     | -      |
| ۳  | پرسپولیس        | ۱۱   | ۷          | ۷         | ۴         | ۳         | ۲     | -      |
| ۴  | ذوب‌آهن          | ۷    | ۵          | ۵         | ۲         | ۱         | ۱     | -      |
| ۵  | تراکتورسازی     | ۶    | ۲          | ۲         | -         | -         | -     | -      |
| ۶  | فولاد خوزستان   | ۵    | ۲          | ۲         | ۱         | -         | -     | -      |
| ۷  | صبای قم         | ۲    | ۰          | -         | -         | -         | -     | -      |
| ۸  | نفت تهران       | ۱    | ۱          | ۱         | ۱         | -         | -     | -      |
| ۹  | پاس تهران       | ۱    | ۱          | -         | ۱         | -         | -     | -      |
| ۱۰ | سایپا تهران     | ۱    | ۱          | -         | ۱         | -         | -     | -      |
| ۱۱ | استقلال خوزستان | ۱    | ۱          | ۱         | -         | -         | -     | -      |
| ۱۲ | مس کرمان        | ۱    | ۱          | ۱         | -         | -         | -     | -      |
| ۱۳ | پدیده مشهد      | ۱    | -          | -         | -         | -         | -     | -      |
| ۱۴ | نساجی           | ۱    | -          | -         | -         | -         | -     | -      |

تاریخ به روز رسانی: ۱۴۰۳

## برترین‌های لیگ قهرمانان آسیا بین تیمهای ایرانی (از سال ۱۹۶۷ تا اکنون)
| #  | عنوان                  | رکورد ۱                                 | رکورد ۲                          |
| -- | ---------------------- | --------------------------------------- | -------------------------------- |
|    | بیشترین حضور           | استقلال با ۱۹ حضور                      | پرسپولیس با ۱۸ حضور              |
| ۱  | بیشترین بازی           | پرسپولیس با ۱۳۱ بازی                    | استقلال با ۱۲۱ بازی              |
| ۲  | بیشترین گل زده         | پرسپولیس با ۲۱۰ گل                      | استقلال با ۱۹۵ گل                |
| ۳  | بیشترین گل خورده       | پرسپولیس با ۱۴۵ گل                      | استقلال با ۱۴۰ گل                |
| ۴  | بیشترین برد            | پرسپولیس با ۶۶ برد                      | استقلال با ۵۵ برد                |
| ۵  | بیشترین مساوی          | استقلال با ۳۴ مساوی                     | پرسپولیس با ۳۰ مساوی             |
| ۶  | بیشترین باخت           | پرسپولیس با ۳۵ باخت                     | سپاهان با ۳۳ باخت                |
| ۷  | بهترین تفاضل گل        | پرسپولیس با ۶۴ مثبت                     | استقلال با ۵۵ مثبت               |
| ۸  | بهترین درصد برد        | پرسپولیس با ۵۰ درصد برد                 | ذوب‌آهن با ۴۷ درصد برد            |
| ۹  | بهترین میانگین خط حمله | صبا با ۱/۶۶ گل‌زده در هر بازی            | استقلال با ۱/۶۱ گل‌زده در هر بازی |
| ۱۰ | بهترین میانگین خط دفاع | فولاد با ۰/۷۹ گل‌خورده در هر بازی        | پاس با ۰/۹۴ گل‌خورده در هر بازی   |
| ۱۱ | بهترین برد             | ملوان ۱۲ - ویکتوری اس سی مالدیو ۰       | سپاهان ۹ - آلمالیق ۰             |
| ۱۲ | سریعترین گل            | کاوه رضایی در برابر التعاون در ثانیه ۳۵ |                                  |

*نکته: این اطلاعات درمورد تیمهایی لحاظ شده‌است که حداقل ۱۰ بازی در لیگ قهرمانان آسیا داشته‌اند.
تاریخ به روز رسانی: ۲۶ شهریور ۱۴۰۳

## تعداد و نحوه حضور نمایندگان ایران در لیگ قهرمانان آسیا (از سال ۲۰۰۳)
در جدول زیر از فصل ۰۳–۲۰۰۲ تا فصل فعلی مسابقات را بررسی کرده‌ایم
| #                    | تیم                  | حضور | ۲۰۲۳ | ۲۰۲۲ | ۲۰۲۱ | ۲۰۲۰ | ۲۰۱۹ | ۲۰۱۸ | ۲۰۱۷ | ۲۰۱۶ | ۲۰۱۵ | ۲۰۱۴ | ۲۰۱۳ | ۲۰۱۲ | ۲۰۱۱ | ۲۰۱۰ | ۲۰۰۹ | ۲۰۰۸ | ۲۰۰۷ | ۲۰۰۶ | ۲۰۰۵ | ۲۰۰۴ | ۲۰۰۳ |
| -------------------- | -------------------- | ---- | ---- | ---- | ---- | ---- | ---- | ---- | ---- | ---- | ---- | ---- | ---- | ---- | ---- | ---- | ---- | ---- | ---- | ---- | ---- | ---- | ---- |
| ۱                    | سپاهان               | ۱۴   | ۱    | ۱    | ۰    | ۱    | ۰    | ۰    | ۰    | ۱    | ۰    | ۱    | ۱    | ۱    | ۱    | ۱    | ۱    | ۱    | ۱    | ۰    | ۱    | ۱    | ۰    |
| ۲                    | استقلال              | ۱۲   | ۰    | ۰    | ۱    | ۱    | ۱    | ۱    | ۱    | ۰    | ۰    | ۱    | ۱    | ۱    | ۱    | ۱    | ۱    | ۰    | حذف  | ۰    | ۰    | ۰    | ۱    |
| ۳                    | پرسپولیس             | ۱۲   | ۱    | ۰    | ۱    | ۱    | ۱    | ۱    | ۱    | ۰    | ۱    | ۰    | ۰    | ۱    | ۱    | ۰    | ۱    | ۰    | ۰    | ۰    | ۰    | ۰    | ۱    |
| ۴                    | ذوب‌آهن               | ۷    | ۰    | ۰    | ۰    | ۰    | ۱    | ۱    | ۱    | ۱    | ۰    | ۰    | ۰    | ۰    | ۱    | ۱    | ۰    | ۰    | ۰    | ۰    | ۰    | ۱    | ۰    |
| ۵                    | تراکتورسازی          | ۶    | ۰    | ۰    | ۱    | ۰    | ۰    | ۱    | ۰    | ۱    | ۱    | ۱    | ۱    | ۰    | ۰    | ۰    | ۰    | ۰    | ۰    | ۰    | ۰    | ۰    | ۰    |
| ۶                    | فولاد خوزستان        | ۵    | ۰    | ۱    | ۱    | ۰    | ۰    | ۰    | ۰    | ۰    | ۱    | ۱    | ۰    | ۰    | ۰    | ۰    | ۰    | ۰    | ۰    | ۱    | ۰    | ۰    | ۰    |
| ۷                    | صبای قم              | ۲    | ۰    | ۰    | ۰    | ۰    | ۰    | ۰    | ۰    | ۰    | ۰    | ۰    | ۰    | ۰    | ۰    | ۰    | ۱    | ۰    | ۰    | ۱    | ۰    | ۰    | ۰    |
| ۸                    | استقلال خوزستان      | ۱    | ۰    | ۰    | ۰    | ۰    | ۰    | ۰    | ۱    | ۰    | ۰    | ۰    | ۰    | ۰    | ۰    | ۰    | ۰    | ۰    | ۰    | ۰    | ۰    | ۰    | ۰    |
| ۹                    | نفت تهران            | ۱    | ۰    | ۰    | ۰    | ۰    | ۰    | ۰    | ۰    | ۰    | ۱    | ۰    | ۰    | ۰    | ۰    | ۰    | ۰    | ۰    | ۰    | ۰    | ۰    | ۰    | ۰    |
| ۱۰                   | مس کرمان             | ۱    | ۰    | ۰    | ۰    | ۰    | ۰    | ۰    | ۰    | ۰    | ۰    | ۰    | ۰    | ۰    | ۰    | ۱    | ۰    | ۰    | ۰    | ۰    | ۰    | ۰    | ۰    |
| ۱۱                   | سایپا تهران          | ۱    | ۰    | ۰    | ۰    | ۰    | ۰    | ۰    | ۰    | ۰    | ۰    | ۰    | ۰    | ۰    | ۰    | ۰    | ۰    | ۱    | ۰    | ۰    | ۰    | ۰    | ۰    |
| ۱۲                   | پاس تهران            | ۱    | ۰    | ۰    | ۰    | ۰    | ۰    | ۰    | ۰    | ۰    | ۰    | ۰    | ۰    | ۰    | ۰    | ۰    | ۰    | ۰    | ۰    | ۰    | ۱    | ۰    | ۰    |
| ۱۳                   | پدیده مشهد           | ۱    | ۰    | ۰    | ۰    | ۱    | ۰    | ۰    | ۰    | ۰    | ۰    | ۰    | ۰    | ۰    | ۰    | ۰    | ۰    | ۰    | ۰    | ۰    | ۰    | ۰    | ۰    |
| ۱۴                   | نساجی مازندران       | ۱    | ۱    | ۰    | ۰    | ۰    | ۰    | ۰    | ۰    | ۰    | ۰    | ۰    | ۰    | ۰    | ۰    | ۰    | ۰    | ۰    | ۰    | ۰    | ۰    | ۰    | ۰    |
| جمع / حضور در هر فصل | جمع / حضور در هر فصل | ۶۲   | ۱    | ۲    | ۴    | ۴    | ۳    | ۴    | ۴    | ۳    | ۴    | ۴    | ۳    | ۳    | ۴    | ۴    | ۴    | ۲    | ۱    | ۲    | ۲    | ۲    | ۲    |

تاریخ به روز رسانی:  ۱۴۰۲

## عملکرد تیمهای ایرانی در مرحله پلی‌آف لیگ قهرمانان
| # | تیم           | حضور | بازی | برد | مساوی | باخت | زده | خورده | تفاضل | صعود به مرحله گروهی |
| - | ------------- | ---- | ---- | --- | ----- | ---- | --- | ----- | ----- | ------------------- |
| ۱ | استقلال       | ۴    | ۹    | ۷   | ۲     | ۰    | ۱۸  | ۳     | ۱۵    | چهار بار            |
| ۲ | ذوب‌آهن        | ۳    | ۴    | ۳   | ۰     | ۱    | ۷   | ۵     | ۲     | دو بار              |
| ۳ | نفت تهران     | ۲    | ۲    | ۱   | ۰     | ۱    | ۱   | ۲     | ۱-    | یک بار              |
| ۴ | پدیده مشهد    | ۱    | ۲    | ۲   | ۰     | ۰    | ۴   | ۱     | ۱     | یک بار              |
| ۵ | فولاد خوزستان | ۱    | ۱    | ۱   | ۰     | ۰    | ۴   | ۰     | ۴     | یک بار              |
| ۶ | صبای قم       | ۱    | ۱    | ۰   | ۱     | ۰    | ۱   | ۱     | ۰     | -                   |
| ۷ | سایپا تهران   | ۱    | ۲    | ۱   | ۰     | ۱    | ۵   | ۳     | ۲     | -                   |
| ۸ | تراکتور       | ۱    | ۱    | ۰   | ۰     | ۱    | ۱   | ۳     | ۲-    | -                   |
| ۹ | سپاهان        | ۱    | ۱    | ۰   | ۰     | ۱    | ۱   | ۴     | ۳-    | -                   |

تاریخ به روز رسانی: ۱۶ مرداد ۱۴۰۳

## عملکرد تیمهای ایرانی در برابر حریفان آسیایی
| #  | تیم                 | بازی | برد ایرانی | مساوی | باخت ایرانی | زده ایرانی | خورده ایرانی | تفاضل | درصد   |
| -- | ------------------- | ---- | ---------- | ----- | ----------- | ---------- | ------------ | ----- | ------ |
| ۱  | الهلال              | ۴۷   | ۱۴         | ۱۰    | ۲۳          | ۴۲         | ۶۵           | ۲۳-   | ۲۹/۸٪  |
| ۲  | العین               | ۳۰   | ۷          | ۱۴    | ۹           | ۳۷         | ۴۶           | ۹-    | ۲۳/۳٪  |
| ۳  | السد                | ۲۸   | ۹          | ۹     | ۱۰          | ۳۳         | ۳۶           | ۳-    | ۳۲/۱٪  |
| ۵  | الاهلی              | ۲۵   | ۸          | ۵     | ۱۲          | ۳۲         | ۳۹           | ۷-    | ۳۲٪    |
| ۴  | پاختاکور            | ۲۵   | ۷          | ۴     | ۱۴          | ۲۷         | ۳۵           | ۸-    | ۲۸/۰٪  |
| ۶  | الاتحاد             | ۲۱   | ۷          | ۳     | ۱۱          | ۲۵         | ۴۰           | ۱۵-   | ۳۳/۳٪  |
| ۷  | الجزیره             | ۲۰   | ۸          | ۸     | ۴           | ۳۱         | ۲۰           | ۱۱    | ۴۰/۰٪  |
| ۸  | بنیادکار            | ۲۰   | ۹          | ۶     | ۵           | ۲۸         | ۲۳           | ۵     | ۴۵/۰٪  |
| ۹  | النصر               | ۱۹   | ۶          | ۵     | ۸           | ۲۱         | ۲۳           | ۲-    | ۳۱/۶٪  |
| ۱۰ | الشباب              | ۱۸   | ۸          | ۴     | ۶           | ۱۶         | ۱۲           | ۴     | ۴۴/۴٪  |
| ۱۱ | الریان              | ۱۸   | ۱۳         | ۳     | ۲           | ۳۷         | ۱۸           | ۱۹    | ۶۶/۷٪  |
| ۱۲ | الغرافه             | ۱۷   | ۹          | ۳     | ۵           | ۲۹         | ۲۰           | ۹     | ۵۳/۰٪  |
| ۱۳ | شباب الاهلی         | ۱۶   | ۳          | ۵     | ۸           | ۱۹         | ۲۲           | ۳-    | ۱۸/۷٪  |
| ۱۴ | الوحده              | ۱۵   | ۸          | ۳     | ۴           | ۲۶         | ۲۰           | ۶     | ۵۳/۳٪  |
| ۱۵ | الدحیل              | ۱۴   | ۲          | ۲     | ۱۰          | ۱۴         | ۲۷           | ۱۳-   | ۱۴/۳٪  |
| ۱۶ | لخویا               | ۱۲   | ۴          | ۴     | ۴           | ۹          | ۹            | ۰     | ۳۳/۳٪  |
| ۱۷ | النصر               | ۸    | ۶          | ۰     | ۲           | ۱۷         | ۹            | ۸     | ۷۵/۰٪  |
| ۱۸ | نیروی هوایی         | ۸    | ۴          | ۴     | ۰           | ۹          | ۴            | ۵     | ۵۰٪    |
| ۱۹ | نسف قارشی           | ۸    | ۳          | ۳     | ۲           | ۱۳         | ۱۲           | ۱     | ۳۷/۵٪  |
| ۲۰ | لوکوموتیو           | ۸    | ۳          | ۳     | ۲           | ۸          | ۵            | ۳     | ۳۷/۵٪  |
| ۲۱ | الوصل               | ۷    | ۵          | ۱     | ۱           | ۱۱         | ۳            | ۸     | ۷۱/۴٪  |
| ۲۲ | الشرطه              | ۷    | ۳          | ۴     | ۰           | ۸          | ۳            | ۵     | ۴۲/۸٪  |
| ۲۳ | التعاون             | ۶    | ۴          | ۱     | ۱           | ۸          | ۵            | ۳     | ۶۶/۶٪  |
| ۲۴ | الشباب              | ۶    | ۴          | ۱     | ۱           | ۱۶         | ۶            | ۱۰    | ۶۶/۷٪  |
| ۲۵ | الزورا              | ۶    | ۳          | ۳     | ۰           | ۱۰         | ۴            | ۶     | ۵۰/۰٪  |
| ۲۶ | الاتحاد             | ۶    | ۲          | ۱     | ۳           | ۹          | ۷            | ۲     | ۳۳/۳٪  |
| ۲۷ | الانصار             | ۵    | ۲          | ۳     | ۰           | ۴          | ۰            | ۴     | ۴۰/۰٪  |
| ۲۸ | الشارجه             | ۵    | ۳          | ۲     | ۰           | ۱۱         | ۳            | ۸     | ۶۰/۰٪  |
| ۲۹ | السالمیه            | ۴    | ۴          | ۰     | ۰           | ۱۰         | ۳            | ۷     | ۱۰۰/۰٪ |
| ۳۰ | الفتح               | ۴    | ۳          | ۱     | ۰           | ۸          | ۲            | ۶     | ۷۵/۰٪  |
| ۳۱ | نفتچی               | ۴    | ۲          | ۲     | ۰           | ۱۰         | ۴            | ۶     | ۵۰/۰٪  |
| ۳۲ | کپه‌داغ              | ۴    | ۲          | ۱     | ۱           | ۲          | ۱            | ۱     | ۵۰/۰٪  |
| ۳۳ | الجیش               | ۴    | ۱          | ۲     | ۱           | ۸          | ۸            | ۰     | ۲۵/۰٪  |
| ۳۴ | سوون سامسونگ        | ۴    | ۱          | ۱     | ۲           | ۴          | ۵            | ۱-    | ۲۵/۰٪  |
| ۳۵ | الکویت              | ۳    | ۲          | ۱     | ۰           | ۵          | ۱            | ۴     | ۶۶/۷٪  |
| ۳۶ | ایرتیش پاولودار     | ۳    | ۲          | ۱     | ۰           | ۳          | ۰            | ۳     | ۶۶/۷٪  |
| ۳۷ | ایستیکلول تاجیکستان | ۳    | ۲          | ۱     | ۰           | ۴          | ۱            | ۳     | ۶۶/۷٪  |
| ۳۸ | العربی              | ۳    | ۱          | ۲     | ۰           | ۵          | ۳            | ۲     | ۳۳/۳٪  |
| ۳۹ | العربی              | ۳    | ۱          | ۱     | ۱           | ۴          | ۳            | ۱     | ۳۳/۳٪  |
| ۴۰ | پوهانگ استیلرز      | ۳    | ۱          | ۱     | ۱           | ۴          | ۵            | ۱-    | ۵۰/۰٪  |
| ۴۱ | محمدان              | ۳    | ۱          | ۱     | ۱           | ۳          | ۳            | ۰     | ۳۳/۳٪  |
| ۴۲ | اف سی سئول (۲)      | ۳    | ۰          | ۱     | ۲           | ۳          | ۶            | ۳-    | ۰/۰٪   |
| ۴۳ | نوبهار نمنگان       | ۳    | ۰          | ۱     | ۲           | ۳          | ۶            | ۳-    | ۰/۰٪   |
| ۴۴ | ویکتوری اس سی       | ۲    | ۲          | ۰     | ۰           | ۱۷         | ۰            | ۱۷    | ۱۰۰/۰٪ |
| ۴۵ | آلمالیق             | ۲    | ۲          | ۰     | ۰           | ۱۲         | ۱            | ۱۱    | ۱۰۰/۰٪ |
| ۴۶ | الوکره              | ۲    | ۲          | ۰     | ۰           | ۹          | ۳            | ۶     | ۱۰۰/۰٪ |
| ۴۷ | پراک فا             | ۲    | ۲          | ۰     | ۰           | ۷          | ۲            | ۵     | ۱۰۰/۰٪ |
| ۴۸ | گوآ                 | ۲    | ۲          | ۰     | ۰           | ۶          | ۱            | ۵     | ۱۰۰/۰٪ |
| ۴۹ | الوحده              | ۲    | ۲          | ۰     | ۰           | ۵          | ۱            | ۴     | ۱۰۰/۰٪ |
| ۵۰ | پلیتا جایا جاکارتا  | ۲    | ۲          | ۰     | ۰           | ۴          | ۰            | ۴     | ۱۰۰/۰٪ |
| ۵۱ | مومبای سیتی         | ۲    | ۲          | ۰     | ۰           | ۴          | ۰            | ۴     | ۱۰۰/۰٪ |
| ۵۲ | الاهلی              | ۲    | ۲          | ۰     | ۰           | ۴          | ۱            | ۳     | ۱۰۰/۰٪ |
| ۵۳ | ارتش کره‌جنوبی       | ۲    | ۲          | ۰     | ۰           | ۵          | ۳            | ۲     | ۱۰۰/۰٪ |
| ۵۴ | الامارات            | ۲    | ۲          | ۰     | ۰           | ۳          | ۱            | ۲     | ۱۰۰/۰٪ |
| ۵۵ | بوریرام یونایتد     | ۲    | ۲          | ۰     | ۰           | ۳          | ۱            | ۲     | ۱۰۰/۰٪ |
| ۵۶ | آخال                | ۲    | ۲          | ۰     | ۰           | ۲          | ۰            | ۲     | ۱۰۰/۰٪ |
| ۵۷ | ساندرس              | ۲    | ۱          | ۱     | ۰           | ۶          | ۱            | ۵     | ۵۰/۰٪  |
| ۵۸ | التلال              | ۲    | ۱          | ۱     | ۰           | ۵          | ۰            | ۵     | ۵۰/۰٪  |
| ۵۹ | ۲۵ آوریل            | ۲    | ۱          | ۱     | ۰           | ۳          | ۲            | ۱     | ۵۰/۰٪  |
| ۶۰ | القادسیه            | ۲    | ۱          | ۰     | ۱           | ۶          | ۲            | ۴     | ۵۰/۰٪  |
| ۶۱ | الیما               | ۲    | ۱          | ۰     | ۱           | ۵          | ۳            | ۲     | ۵۰/۰٪  |
| ۶۲ | الاتفاق             | ۲    | ۱          | ۰     | ۱           | ۴          | ۲            | ۲     | ۵۰/۰٪  |
| ۶۳ | الوحدات             | ۲    | ۱          | ۰     | ۱           | ۱          | ۱            | ۰     | ۵۰/۰٪  |
| ۶۴ | دالیان              | ۲    | ۱          | ۰     | ۱           | ۴          | ۵            | ۱-    | ۵۰/۰٪  |
| ۶۵ | لیائونینگ           | ۲    | ۱          | ۰     | ۱           | ۲          | ۳            | ۱-    | ۵۰/۰٪  |
| ۶۶ | القطر               | ۲    | ۰          | ۲     | ۰           | ۳          | ۳            | ۰     | ۰/۰٪   |
| ۶۷ | کاوازاکی فرونتال    | ۲    | ۰          | ۲     | ۰           | ۰          | ۰            | ۰     | ۰/۰٪   |
| ۶۸ | ام صلال             | ۲    | ۰          | ۱     | ۱           | ۱          | ۲            | ۱-    | ۰/۰٪   |
| ۶۹ | اوراوا ردز دیاموندز | ۲    | ۰          | ۱     | ۱           | ۱          | ۳            | ۲-    | ۰/۰٪   |
| ۷۰ | کاشیما آنتلرز       | ۲    | ۰          | ۱     | ۱           | ۰          | ۲            | ۲-    | ۰/۰٪   |
| ۷۱ | الکرامه             | ۲    | ۰          | ۰     | ۲           | ۱          | ۳            | ۲-    | ۰/۰٪   |
| ۷۲ | جوبیلو ایواتا       | ۲    | ۰          | ۰     | ۲           | ۱          | ۴            | ۳-    | ۰/۰٪   |
| ۷۳ | سئونگنام (۳)        | ۲    | ۰          | ۰     | ۲           | ۱          | ۴            | ۳-    | ۰/۰٪   |
| ۷۴ | اچ بی ال            | ۱    | ۱          | ۰     | ۰           | ۷          | ۰            | ۷     | ۱۰۰/۰٪ |
| ۷۵ | اولد بندیکتنس اس سی | ۱    | ۱          | ۰     | ۰           | ۵          | ۰            | ۵     | ۱۰۰/۰٪ |
| ۷۶ | کولون موتور باس     | ۱    | ۱          | ۰     | ۰           | ۴          | ۰            | ۴     | ۱۰۰/۰٪ |
| ۷۷ | نیسا عشق‌آباد        | ۱    | ۱          | ۰     | ۰           | ۴          | ۱            | ۳     | ۱۰۰/۰٪ |
| ۷۸ | سلانگور             | ۱    | ۱          | ۰     | ۰           | ۳          | ۰            | ۳     | ۱۰۰/۰٪ |
| ۷۹ | هامنت من            | ۱    | ۱          | ۰     | ۰           | ۳          | ۰            | ۳     | ۱۰۰/۰٪ |
| ۸۰ | بانکوک بانک         | ۱    | ۱          | ۰     | ۰           | ۲          | ۰            | ۲     | ۱۰۰/۰٪ |
| ۸۱ | مدان                | ۱    | ۱          | ۰     | ۰           | ۲          | ۰            | ۲     | ۱۰۰/۰٪ |
| ۸۲ | توکیو وردی          | ۱    | ۱          | ۰     | ۰           | ۲          | ۱            | ۱     | ۱۰۰/۰٪ |
| ۸۳ | هاپوئل تل‌آویو       | ۱    | ۱          | ۰     | ۰           | ۲          | ۱            | ۱     | ۱۰۰/۰٪ |
| ۸۴ | الفیصلی             | ۱    | ۱          | ۰     | ۰           | ۱          | ۰            | ۱     | ۱۰۰/۰٪ |
| ۸۵ | الطلبه              | ۱    | ۱          | ۰     | ۰           | ۱          | ۰            | ۱     | ۱۰۰/۰٪ |
| ۸۶ | ووهاب               | ۱    | ۰          | ۱     | ۰           | ۱          | ۱            | ۰     | ۰/۰٪   |
| ۸۷ | مکابی تل‌آویو        | ۱    | ۰          | ۱     | ۰           | ۰          | ۰            | ۰     | ۰/۰٪   |
| ۸۸ | تای فارمرز بانک     | ۱    | ۰          | ۰     | ۱           | ۱          | ۲            | ۱-    | ۰/۰٪   |
| ۸۹ | اولسان هیوندای      | ۱    | ۰          | ۰     | ۱           | ۱          | ۲            | ۱-    | ۰/۰٪   |
| ۹۰ | توکیو کوگیو         | ۱    | ۰          | ۰     | ۱           | ۰          | ۱            | ۱-    | ۰/۰٪   |
| ۹۱ | الرشید              | ۱    | ۰          | ۰     | ۱           | ۰          | ۵            | ۵-    | ۰/۰٪   |

۱- این جدول تمام بازی‌ها از سال ۱۹۶۷ تا پایان بازی‌ها در سال ۲۰۲۱ را شامل می‌شود (بدون لحاظ کردن بازی‌های مرحله پلی‌آف)
۲- در سال ۲۰۰۲ در برابر استقلال با نام آنیانگ ال‌جی بازی کرده‌است
۳- در سال ۱۹۹۵ در برابر سایپا با نام ایلهوا چونما بازی کرده‌است
تاریخ به روز رسانی: ۲۶ شهریور ۱۴۰۳

## جمع عملکرد تیمهای ایرانی در برابر تیمهای آسیایی در لیگ قهرمانان
| #  | تیم       | بازی | برد ایرانی | مساوی | باخت ایرانی | زده ایرانی | خورده ایرانی | تفاضل | درصد   |
| -- | --------- | ---- | ---------- | ----- | ----------- | ---------- | ------------ | ----- | ------ |
| ۱  | عربستان   | ۱۴۳  | ۵۲         | ۲۹    | ۶۲          | ۱۵۷        | ۱۷۶          | ۱۹-   | ۳۶/۳٪  |
| ۲  | امارات    | ۱۰۹  | ۴۶         | ۳۴    | ۲۹          | ۱۷۲        | ۱۳۰          | ۴۲    | ۴۲/۴٪  |
| ۳  | قطر       | ۱۰۲  | ۴۱         | ۲۷    | ۳۴          | ۱۴۶        | ۱۲۸          | ۱۸    | ۴۰/۲٪  |
| ۴  | ازبکستان  | ۷۰   | ۲۷         | ۱۹    | ۲۴          | ۱۰۱        | ۸۱           | ۲۰    | ۳۸/۵٪  |
| ۵  | عراق      | ۲۴   | ۱۲         | ۱۰    | ۲           | ۲۸         | ۱۸           | ۱۰    | ۵۰٪    |
| ۶  | کره‌جنوبی  | ۱۵   | ۴          | ۳     | ۸           | ۱۸         | ۲۵           | ۷-    | ۲۸/۶٪  |
| ۷  | کویت      | ۱۲   | ۸          | ۳     | ۱           | ۲۶         | ۹            | ۱۷    | ۶۶/۷٪  |
| ۸  | سوریه     | ۱۰   | ۶          | ۱     | ۳           | ۱۵         | ۱۱           | ۴     | ۴۰/۰٪  |
| ۹  | ژاپن      | ۱۰   | ۱          | ۴     | ۵           | ۴          | ۱۱           | ۷-    | ۱۰/۰٪  |
| ۱۰ | ترکمنستان | ۷    | ۵          | ۱     | ۱           | ۸          | ۲            | ۶     | ۷۱/۴٪  |
| ۱۱ | لبنان     | ۶    | ۳          | ۳     | ۰           | ۷          | ۰            | ۷     | ۵۰/۰٪  |
| ۱۲ | قزاقستان  | ۵    | ۳          | ۱     | ۱           | ۸          | ۳            | ۵     | ۶۰/۰٪  |
| ۱۳ | هند       | ۴    | ۴          | ۰     | ۰           | ۱۰         | ۱            | ۹     | ۱۰۰/۰٪ |
| ۱۴ | یمن       | ۴    | ۳          | ۱     | ۰           | ۹          | ۱            | ۸     | ۷۵/۰٪  |
| ۱۵ | تایلند    | ۴    | ۳          | ۰     | ۱           | ۶          | ۳            | ۳     | ۷۵/۰٪  |
| ۱۶ | چین       | ۴    | ۲          | ۰     | ۲           | ۶          | ۸            | ۲-    | ۵۰/۰٪  |
| ۱۷ | مالزی     | ۳    | ۳          | ۰     | ۰           | ۱۰         | ۲            | ۸     | ۱۰۰/۰٪ |
| ۱۸ | اندونزی   | ۳    | ۳          | ۰     | ۰           | ۶          | ۰            | ۶     | ۱۰۰/۰٪ |
| ۱۹ | سریلانکا  | ۳    | ۲          | ۱     | ۰           | ۱۱         | ۱            | ۱۰    | ۶۶/۷٪  |
| ۲۰ | بنگلادش   | ۳    | ۱          | ۱     | ۱           | ۳          | ۳            | ۰     | ۳۳/۳٪  |
| ۲۱ | مالدیو    | ۲    | ۲          | ۰     | ۰           | ۱۷         | ۰            | ۱۷    | ۱۰۰/۰٪ |
| ۲۲ | تاجیکستان | ۳    | ۲          | ۱     | ۰           | ۴          | ۱            | ۳     | ۶۶/۷٪  |
| ۲۳ | پاکستان   | ۲    | ۱          | ۱     | ۰           | ۸          | ۱            | ۷     | ۵۰/۰٪  |
| ۲۴ | کره‌شمالی  | ۲    | ۱          | ۱     | ۰           | ۳          | ۲            | ۱     | ۵۰/۰٪  |
| ۲۵ | اسرائیل   | ۲    | ۱          | ۱     | ۰           | ۲          | ۱            | ۱     | ۵۰/۰٪  |
| ۲۶ | اردن      | ۲    | ۱          | ۰     | ۱           | ۱          | ۱            | ۰     | ۵۰/۰٪  |
| ۲۷ | هنگ‌کنگ    | ۱    | ۱          | ۰     | ۰           | ۴          | ۰            | ۴     | ۱۰۰/۰٪ |

تاریخ به روز رسانی: ۲۶ شهریور ۱۴۰۳

## مصاف دو تیم ایرانی در لیگ قهرمانان آسیا
| # | فصل  | مرحله        | تیم میزبان | نتیجه | تیم مهمان |
| - | ---- | ------------ | ---------- | ----- | --------- |
| ۱ | ۲۰۱۰ | یک‌هشتم نهایی | ذوب‌آهن     | ۱–۰   | مس کرمان  |
| ۲ | ۲۰۱۲ | پلی‌آف        | استقلال    | ۲–۰   | ذوب‌آهن    |
| ۳ | ۲۰۱۲ | یک‌هشتم نهایی | سپاهان     | ۲–۰   | استقلال   |
| ۴ | ۲۰۱۸ | یک‌هشتم نهایی | ذوب‌آهن     | ۱–۰   | استقلال   |
| ۵ | ۲۰۱۸ | یک‌هشتم نهایی | استقلال    | ۳–۱   | ذوب‌آهن    |

تاریخ به روز رسانی: فروردین ۱۴۰۰

## جمع عملکرد کلی تیمهای ایرانی در رقابتهای آسیایی

### تعداد بازی تیمهای ایرانی در برابر نمایندگان کشورهای آسیایی
نکته: در تهیه جدول زیر تمامی بازی‌ها (لیگ قهرمانان، جام باشگاه‌ها) محاسبه شده‌است.
(بازی‌های مرحله پلی‌آف محاسبه نشده).
| #  | کشور      | تعداد بازی | #  | کشور     | تعداد بازی | #  | کشور      | تعداد بازی |
| -- | --------- | ---------- | -- | -------- | ---------- | -- | --------- | ---------- |
| ۱  | عربستان   | ۱۴۸ بازی   | ۱۱ | لبنان    | ۶ بازی     | ۲۱ | تاجیکستان | ۳ بازی     |
| ۲  | امارات    | ۱۰۹ بازی   | ۱۲ | قزاقستان | ۵ بازی     | ۲۲ | مالدیو    | ۲ بازی     |
| ۳  | قطر       | ۱۰۷ بازی   | ۱۳ | هند      | ۵ بازی     | ۲۳ | پاکستان   | ۲ بازی     |
| ۴  | ازبکستان  | ۷۲ بازی    | ۱۴ | یمن      | ۴ بازی     | ۲۴ | کره شمالی | ۲ بازی     |
| ۵  | عراق      | ۲۶ بازی    | ۱۵ | تایلند   | ۴ بازی     | ۲۵ | اسراییل   | ۲ بازی     |
| ۶  | کره جنوبی | ۱۵ بازی    | ۱۶ | چین      | ۴ بازی     | ۲۶ | اردن      | ۲ بازی     |
| ۷  | کویت      | ۱۲ بازی    | ۱۷ | سریلانکا | ۳ بازی     | ۲۷ | هنگ کنگ   | ۱ بازی     |
| ۸  | ژاپن      | ۱۰ بازی    | ۱۸ | مالزی    | ۳ بازی     | ۲۸ |           |            |
| ۹  | سوریه     | ۱۰ بازی    | ۱۹ | اندونزی  | ۳ بازی     | ۲۹ |           |            |
| ۱۰ | ترکمنستان | ۷ بازی     | ۲۰ | بنگلادش  | ۳ بازی     | ۳۰ |           |            |

تاریخ به روز رسانی: بر اساس قرعه‌کشی لیگ نخبگان آسیا ۲۵–۲۰۲۴

### عملکرد تیمهای ایرانی در برابر نمایندگان کشورهای آسیایی به صورت کشور به کشور
نکته: در تهیه جدولهای زیر تمامی بازی‌ها (لیگ قهرمانان، جام باشگاه‌ها، بازی‌های مرحله پلی‌آف و جام در جام) محاسبه شده‌است.
۱- عربستان: استقلال با ۱۲ برد موفق ترین تیم ایرانی در برابر نمایندگان عربستان است.
| تیم             | بازی | برد | مساوی | باخت | گل‌زده | گل‌خورده | درصد برد |
| --------------- | ---- | --- | ----- | ---- | ----- | ------- | -------- |
| استقلال         | ۲۸   | ۱۲  | ۴     | ۱۲   | ۳۸    | ۳۵      | ۴۲/۹٪    |
| سپاهان          | ۲۹   | ۱۱  | ۶     | ۱۲   | ۳۲    | ۴۴      | ۳۷/۹٪    |
| پرسپولیس        | ۳۲   | ۱۰  | ۱۱    | ۱۱   | ۳۰    | ۴۰      | ۳۱/۲٪    |
| ذوب‌آهن          | ۱۵   | ۷   | ۳     | ۵    | ۲۴    | ۲۰      | ۴۶/۷٪    |
| نفت تهران       | ۴    | ۳   | ۰     | ۱    | ۷     | ۳       | ۷۵٪      |
| فولاد خوزستان   | ۴    | ۲   | ۱     | ۱    | ۶     | ۳       | ۵۰٪      |
| تراکتورسازی     | ۱۰   | ۲   | ۱     | ۷    | ۶     | ۱۳      | ۲۰٪      |
| پاس تهران       | ۱    | ۱   | ۰     | ۰    | ۱     | ۰       | ۱۰۰٪     |
| مس کرمان        | ۲    | ۱   | ۰     | ۱    | ۴     | ۴       | ۵۰٪      |
| استقلال خوزستان | ۴    | ۱   | ۱     | ۲    | ۶     | ۳       | ۲۵٪      |
| سایپا تهران     | ۱    | ۰   | ۱     | ۰    | ۰     | ۰       | ۰٪       |
| صبا             | ۲    | ۰   | ۱     | ۱    | ۱     | ۲       | ۰٪       |
| شهرخودرو        | ۱    | ۰   | ۰     | ۱    | ۰     | ۲       | ۰٪       |
| نساجی           | ۲    | ۰   | ۰     | ۲    | ۱     | ۵       | ۰٪       |

۲- امارات متحده عربی: سپاهان و پرسپولیس با ۱۰ برد موفق‌ترین تیم‌های ایرانی در برابر نمایندگان امارات هستند.
| تیم             | بازی | برد | مساوی | باخت | گل‌زده | گل‌خورده | درصد برد |
| --------------- | ---- | --- | ----- | ---- | ----- | ------- | -------- |
| سپاهان          | ۲۲   | ۱۰  | ۵     | ۷    | ۳۸    | ۲۶      | ۴۵/۵٪    |
| پرسپولیس        | ۱۵   | ۱۰  | ۳     | ۲    | ۳۴    | ۱۸      | ۶۶/۷٪    |
| استقلال         | ۲۵   | ۹   | ۱۰    | ۶    | ۳۹    | ۳۵      | ۳۶٪      |
| ذوب‌آهن          | ۱۲   | ۶   | ۲     | ۴    | ۱۲    | ۱۳      | ۵۰٪      |
| تراکتورسازی     | ۱۲   | ۵   | ۳     | ۴    | ۱۹    | ۱۷      | ۴۱/۷٪    |
| صبا             | ۵    | ۲   | ۳     | ۰    | ۱۲    | ۸       | ۴۰٪      |
| استقلال خوزستان | ۲    | ۱   | ۱     | ۰    | ۳     | ۱       | ۵۰٪      |
| سایپا تهران     | ۲    | ۱   | ۱     | ۰    | ۳     | ۱       | ۵۰٪      |
| مس کرمان        | ۲    | ۱   | ۰     | ۱    | ۵     | ۴       | ۵۰٪      |
| فولاد خوزستان   | ۲    | ۰   | ۲     | ۰    | ۲     | ۲       | ۰٪       |
| جنوب اهواز      | ۲    | ۰   | ۲     | ۰    | ۱     | ۱       | ۰٪       |
| پاس تهران       | ۳    | ۰   | ۲     | ۱    | ۴     | ۵       | ۰٪       |
| نفت تهران       | ۴    | ۰   | ۱     | ۳    | ۲     | ۷       | ۰٪       |

۳- قطر: استقلال با ۱۳ برد موفق ترین تیم ایرانی در برابر نمایندگان قطر است.
| تیم             | بازی | برد | مساوی | باخت | گل‌زده | گل‌خورده | درصد برد |
| --------------- | ---- | --- | ----- | ---- | ----- | ------- | -------- |
| استقلال         | ۲۷   | ۱۳  | ۱۰    | ۴    | ۴۶    | ۲۶      | ۴۸/۱٪    |
| پرسپولیس        | ۲۵   | ۱۱  | ۵     | ۹    | ۳۶    | ۳۲      | ۴۴٪      |
| سپاهان          | ۱۲   | ۵   | ۰     | ۷    | ۱۸    | ۱۷      | ۴۱/۶٪    |
| ذوب‌آهن          | ۹    | ۴   | ۳     | ۲    | ۱۲    | ۱۰      | ۴۴/۴٪    |
| پاس تهران       | ۴    | ۳   | ۰     | ۱    | ۸     | ۵       | ۷۵٪      |
| صبا             | ۲    | ۲   | ۰     | ۰    | ۶     | ۱       | ۱۰۰٪     |
| فولاد خوزستان   | ۸    | ۲   | ۵     | ۱    | ۶     | ۴       | ۲۵٪      |
| مس کرمان        | ۲    | ۱   | ۰     | ۱    | ۴     | ۵       | ۵۰٪      |
| نفت تهران       | ۲    | ۱   | ۰     | ۱    | ۱     | ۲       | ۵۰٪      |
| فجرسپاسی شیراز  | ۲    | ۰   | ۲     | ۰    | ۲     | ۲       | ۰٪       |
| تراکتور         | ۶    | ۰   | ۲     | ۴    | ۶     | ۱۴      | ۰٪       |
| شهرخودرو        | ۱    | ۰   | ۱     | ۰    | ۰     | ۰       | ۰٪       |
| استقلال خوزستان | ۲    | ۰   | ۱     | ۱    | ۲     | ۳       | ۰٪       |
| سایپا تهران     | ۲    | ۰   | ۱     | ۱    | ۱     | ۳       | ۰٪       |

۴- ازبکستان: سپاهان با ۸ برد موفق ترین تیم ایرانی در برابر نمایندگان ازبکستان است.
| تیم           | بازی | برد | مساوی | باخت | گل‌زده | گل‌خورده | درصد برد |
| ------------- | ---- | --- | ----- | ---- | ----- | ------- | -------- |
| سپاهان        | ۱۵   | ۸   | ۲     | ۵    | ۳۳    | ۱۶      | ۵۳/۳٪    |
| ذوب‌آهن        | ۱۰   | ۷   | ۲     | ۱    | ۱۷    | ۶       | ۷۰٪      |
| استقلال       | ۱۲   | ۶   | ۳     | ۳    | ۲۲    | ۱۴      | ۵۰٪      |
| پرسپولیس      | ۱۱   | ۳   | ۴     | ۴    | ۹     | ۹       | ۲۷/۳٪    |
| فولاد خوزستان | ۶    | ۲   | ۲     | ۲    | ۵     | ۷       | ۰٪       |
| تراکتورسازی   | ۴    | ۱   | ۰     | ۳    | ۴     | ۵       | ۲۵٪      |
| سایپا تهران   | ۴    | ۰   | ۳     | ۱    | ۶     | ۱۰      | ۰٪       |
| نفت تهران     | ۲    | ۰   | ۱     | ۱    | ۲     | ۳       | ۰٪       |
| نساجی         | ۲    | ۰   | ۰     | ۲    | ۲     | ۵       | ۰٪       |
| صبا           | ۲    | ۰   | ۰     | ۲    | ۱     | ۴       | ۰٪       |

۵- عراق: پرسپولیس با ۴ برد موفق ترین تیم ایرانی در برابر نمایندگان عراق است.
| تیم         | بازی | برد | مساوی | باخت | گل‌زده | گل‌خورده | درصد برد |
| ----------- | ---- | --- | ----- | ---- | ----- | ------- | -------- |
| پرسپولیس    | ۶    | ۴   | ۲     | ۰    | ۹     | ۲       | ۶۶/۷٪    |
| پاس تهران   | ۴    | ۱   | ۲     | ۱    | ۳     | ۳       | ۲۵٪      |
| استقلال     | ۵    | ۱   | ۲     | ۲    | ۶     | ۷       | ۲۰٪      |
| سپاهان      | ۲    | ۱   | ۱     | ۰    | ۳     | ۲       | ۵۰٪      |
| سایپا تهران | ۲    | ۱   | ۱     | ۰    | ۲     | ۱       | ۵۰٪      |
| ذوب‌آهن      | ۲    | ۰   | ۲     | ۰    | ۲     | ۲       | ۰٪       |
| بهمن کرج    | ۲    | ۰   | ۱     | ۱    | ۱     | ۲       | ۰٪       |
| برق شیراز   | ۲    | ۰   | ۱     | ۱    | ۲     | ۳       | ۰٪       |
| شاهین اهواز | ۱    | ۰   | ۰     | ۱    | ۰     | ۵       | ۰٪       |

۶- کویت: سایپا با ۳ برد موفق ترین تیم ایرانی در برابر نمایندگان کویت است.
| تیم           | بازی | برد | مساوی | باخت | گل‌زده | گل‌خورده | درصد برد |
| ------------- | ---- | --- | ----- | ---- | ----- | ------- | -------- |
| سایپا تهران   | ۴    | ۳   | ۱     | ۰    | ۶     | ۳       | ۷۵٪      |
| پاس تهران     | ۲    | ۲   | ۰     | ۰    | ۶     | ۱       | ۱۰۰٪     |
| استقلال       | ۳    | ۲   | ۱     | ۰    | ۶     | ۰       | ۶۶/۷٪    |
| ذوب‌آهن        | ۱    | ۱   | ۰     | ۰    | ۱     | ۰       | ۱۰۰٪     |
| سپاهان        | ۲    | ۱   | ۱     | ۰    | ۵     | ۳       | ۵۰٪      |
| فولاد خوزستان | ۲    | ۱   | ۰     | ۱    | ۶     | ۲       | ۵۰٪      |
| پرسپولیس      | ۲    | ۱   | ۰     | ۱    | ۲     | ۲       | ۵۰٪      |

۷- کره‌جنوبی: استقلال با ۲ برد موفق ترین تیم ایرانی در برابر نمایندگان کره جنوبی است.
| تیم         | بازی | برد | مساوی | باخت | گل‌زده | گل‌خورده | درصد برد |
| ----------- | ---- | --- | ----- | ---- | ----- | ------- | -------- |
| استقلال     | ۶    | ۲   | ۱     | ۳    | ۸     | ۱۰      | ۳۳/۳٪    |
| ذوب‌آهن      | ۵    | ۱   | ۲     | ۲    | ۶     | ۸       | ۲۰٪      |
| پرسپولیس    | ۳    | ۱   | ۰     | ۲    | ۳     | ۵       | ۳۳/۳٪    |
| سایپا تهران | ۱    | ۰   | ۰     | ۱    | ۰     | ۱       | ۰٪       |

۸- ژاپن: پاس با ۱ برد موفق ترین تیم ایرانی در برابر نمایندگان ژاپن است.
| تیم       | بازی | برد | مساوی | باخت | گل‌زده | گل‌خورده | درصد برد |
| --------- | ---- | --- | ----- | ---- | ----- | ------- | -------- |
| پاس تهران | ۱    | ۱   | ۰     | ۰    | ۲     | ۱       | ۱۰۰٪     |
| سپاهان    | ۴    | ۰   | ۳     | ۱    | ۱     | ۳       | ۰٪       |
| پرسپولیس  | ۶    | ۰   | ۲     | ۴    | ۱     | ۷       | ۰٪       |
| استقلال   | ۲    | ۰   | ۰     | ۲    | ۲     | ۵       | ۰٪       |

۹- قزاقستان: پرسپولیس با ۳ برد موفق ترین تیم ایرانی در برابر نمایندگان قزاقستان است.
| تیم        | بازی | برد | مساوی | باخت | گل‌زده | گل‌خورده | درصد برد |
| ---------- | ---- | --- | ----- | ---- | ----- | ------- | -------- |
| پرسپولیس   | ۵    | ۳   | ۱     | ۱    | ۸     | ۳       | ۶۰٪      |
| استقلال    | ۴    | ۲   | ۲     | ۰    | ۵     | ۱       | ۵۰٪      |
| بهمن کرج   | ۲    | ۱   | ۱     | ۰    | ۳     | ۲       | ۵۰٪      |
| جنوب اهواز | ۲    | ۱   | ۰     | ۱    | ۱     | ۱       | ۵۰٪      |

۱۰- سوریه: سپاهان با ۴ برد موفق ترین تیم ایرانی در برابر نمایندگان سوریه است.
| تیم           | بازی | برد | مساوی | باخت | گل‌زده | گل‌خورده | درصد برد |
| ------------- | ---- | --- | ----- | ---- | ----- | ------- | -------- |
| سپاهان        | ۶    | ۴   | ۰     | ۲    | ۱۳    | ۶       | ۶۶/۷٪    |
| فولاد خوزستان | ۲    | ۰   | ۱     | ۱    | ۱     | ۲       | ۰٪       |
| صبا           | ۲    | ۰   | ۰     | ۲    | ۱     | ۳       | ۰٪       |

تاریخ به روز رسانی: ۲۶ شهریور ۱۴۰۳

## عملکرد تیم‌های ایرانی در مسابقات جام در جام آسیا
جام در جام آسیا یک رقابت فصلی فوتبال  بود که از سال ۱۹۹۰ تا ۲۰۰۲ میلادی مابین قهرمانان جام حذفی کشورهای آسیایی و موازی با مسابقات  جام باشگاه آسیا توسط  کنفدراسیون فوتبال آسیا  برگزار میشد و به مدت ۱۲ فصل پیاپی برگزار گردید.قهرمان این جام برای دستیابی به سوپرجام آسیا با قهرمانان جام قهرمانان باشگاه‌های آسیا مسابقه می‌داد. در بین تیم های ایرانی فقط پرسپولیس ۲ بار به فینال این رقابت ها راه پیدا کرد و با ۱ بار قهرمانی  و ۱ نایب قهرمانی (در فصل‌های ١٩٩٠ و ۱۹۹٢)  پرافتخارترین تیم ایرانی در جام برندگان جام آسیا و سومین تیم پر افتخار این رقابت ها محسوب می شود.
| #   | تیم             | حضور | بازی | برد | مساوی | باخت | گل‌زده | گل‌خورده | تفاضل | درصد  | نیمه نهایی | فینال | قهرمان | بهترین عنوان |
| --- | --------------- | ---- | ---- | --- | ----- | ---- | ----- | ------- | ----- | ----- | ---------- | ----- | ------ | ------------ |
| ۱   | پرسپولیس        | ۳    | ۱۸   | ۸   | ۷     | ۳    | ۲۷    | ۱۲      | ۱۵    | ۴۴/۴٪ | ۲          | ۲     | ۱      | قهرمان       |
| ۲   | استقلال         | ۳    | ۱۸   | ۸   | ۴     | ۶    | ۳۷    | ۱۸      | ۱۹    | ۴۴/۴٪ | ۲          | ۰     | ۰      | نیمه‌نهایی    |
| ۳   | پاس تهران       | ۱    | ۴    | ۱   | ۱     | ۲    | ۱۱    | ۵       | ۶     | ۲۵/۰٪ | ۰          | ۰     | ۰      | یک‌هشتم       |
| ۴   | بهمن کرج        | ۱    | ۴    | ۱   | ۲     | ۱    | ۴     | ۴       | ۰     | ۲۵/۰٪ | ۰          | ۰     | ۰      | یک چهارم     |
| ۵   | جنوب اهواز      | ۱    | ۴    | ۱   | ۲     | ۱    | ۲     | ۲       | ۰     | ۲۵٪   | ۰          | ۰     | ۰      | یک‌ چهارم     |
| ۶   | ملوان انزلی     | ۱    | ۲    | ۰   | ۲     | ۰    | ۱     | ۱       | ۰     | ۰/۰٪  | ۰          | ۰     | ۰      | یک چهارم     |
| ۷   | فجر سپاسی شیراز | ۱    | ۲    | ۰   | ۲     | ۰    | ۲     | ۲       | ۰     | ۰/۰٪  | ۰          | ۰     | ۰      | یک هشتم      |
| ۸   | برق شیراز       | ۱    | ۲    | ۰   | ۱     | ۱    | ۲     | ۳       | ۱-    | ۰/۰٪  | ۰          | ۰     | ۰      | یک هشتم      |
| جمع | جمع             | ۱۲   | ۵۴   | ۱۹  | ۲۱    | ۱۴   | ۸۶    | ۴۷      | ۳۹    | ۳۵/۲٪ | ۴          | ۲     | ۱      |              |